# Canadian Amateur Hockey League
Canadian Amateur Hockey League (CAHL) byla amatérská mužská hokejová liga založená  1898 a zaniklá roku 1905. Byla to v pořadí třetí liga, která byla organizována na území Kanady. V roce 1905 byla nahrazena soutěží Eastern Canada Amateur Hockey Association. Představovala mezník směrem k vzniku profesionální soutěže, v jednotlivých sezonách byl postupně kladen větší důraz na ekonomickou stránku ledního hokeje. Prvním vítězem se stal hokejový klub Montrealu. 

## Týmy
| Sezona | Týmy | Vítěz              |
| ------ | --- | ------------------ |
| 1899   | Montreal Hockey Club, Montreal Shamrocks, Montreal Victorias, Ottawa Hockey Club a Quebec HC              | Montreal Shamrocks |
| 1900   | Montreal HC, Montreal Shamrocks, Montreal Victorias, Ottawa HC a Quebec HC                                | Montreal Shamrocks |
| 1901   | Montreal HC, Montreal Shamrocks, Montreal Victorias, Ottawa HC a Quebec HC                                | Ottawa HC          |
| 1902   | Montreal HC†, Montreal Shamrocks, Montreal Victorias, Ottawa HC a Quebec HC                               | Montreal HC        |
| 1903   | Montreal HC, Montreal Shamrocks, Montreal Victorias, Ottawa HC a Quebec HC                                | Ottawa HC          |
| 1904   | Montreal HC, Montreal Shamrocks, Montreal Victorias, Ottawa HC a Quebec HC                                | Quebec HC          |
| 1905   | Montreal HC, Montreal Le National, Montreal Shamrocks, Montreal Victorias, Montreal Westmount a Quebec HC | Montreal Victorias |